# Bonnefond
Bonnefond település Franciaországban, Corrèze megyében. Lakosainak száma 114 fő (2022. január 1.). Bonnefond Ambrugeat, Bugeat, Davignac, Gourdon-Murat, Grandsaigne, Péret-Bel-Air, Pérols-sur-Vézère, Pradines és Saint-Yrieix-le-Déjalat községekkel határos.

## Népesség
A település népességének változása:
| Lakosok száma | 214  | 149  | 136  | 137  | 110  | 113  | 113  | 115  | 115  | 114  |
|               | 1968 | 1982 | 1990 | 2006 | 2013 | 2015 | 2017 | 2019 | 2020 | 2022 |